# Tigerstreifenbaby wartet auf Tarzan
Tigerstreifenbaby wartet auf Tarzan ist ein deutscher Film aus dem Filmjahr 1998. Regie führte Rudolf Thome.

## Inhalt
Frank MacGay, ein Zeitreisender aus dem fünften Jahrtausend, besucht die Schriftstellerin Laura Luna in Berlin. Er hat deren Buch „Tigerstreifenbaby wartet auf Tarzan“ gelesen und war davon so begeistert, dass er die Zeitreise auf sich nahm. Frank erzählt, dass er als Professor für Archäologie gearbeitet hat und zu seiner Zeit Frauen ausgestorben seien, dafür seien die Männer unsterblich geworden.
Da Frank MacGay kein Geld, sondern stattdessen 100 Goldbarren bei sich hat, sind bald Gangster hinter ihnen her. Während einer Autobahnfahrt gelingt es ihnen das Auto der Verfolger abzuwimmeln.
Laura und Frank besuchen deshalb Louise, die auf dem Land lebt. Dort kann sich Laura ihrem Buchprojekt in aller Ruhe widmen. Dort kommt es auch zum gleichgeschlechtlichen Geschlechtsverkehr zwischen Louise und Laura. Beide Frauen umwerben auch Frank und sie werden in einer Ménage-à-trois von ihm schwanger.
Frank findet hingegen Gefallen an einer Schlange, die er Elisabeth nennt und mit lebenden Mäusen füttert. Zur selben Zeit schließt Laura ihren nächsten Roman ab und bekommt als Dank von ihrem Vater das Landhaus geschenkt, in dem sich die drei aufhalten.
Der Lebensgefährte von Laura wird durch die lange Abwesenheit seiner Partnerin misstrauisch und lauert ihr schließlich vor dem Landhaus auf. Aus Eifersucht schießt er auf die drei beim gemeinsamen Sex. Laura stirbt, Frank verschwindet auf mysteriöse Weise und Louise überlebt verletzt. Am Ende sieht man Louise mit ihrem neugeborenen Kind am Grab ihrer Freundin Laura.

## Kritik
„Der Film reflektiert im Gewand eines modernen Märchens über Lebenssinn, Harmoniebedürfnis und Todessehnsucht. Zunächst etwas schleppend, wird die Inszenierung zunehmend dichter, wobei Regisseur Rudolf Thome Motive und Konfliktkonstellationen seiner früheren Werke zitiert und paraphrasiert. Ein eigenwilliger deutscher Film.“